# Římskokatolická farnost Skalice
Římskokatolická farnost Skalice (něm. Langenau) je církevní správní jednotka sdružující římské katolíky na území obce Skalice u České Lípy a v jejím okolí. Organizačně spadá do českolipského vikariátu, který je jedním z 10 vikariátů litoměřické diecéze. Centrem farnosti je kostel svaté Anny ve Skalici u České Lípy.

## Historie
První písemný doklad o Skalici pochází z roku 1352, a místní duchovní správa je poprvé zmiňována v roce 1384. Od 17. století zde duchovní správu vykonávali (stejně jako v Horní Libchavě, na Slunečné, ve Stružnici a Volfarticích) členové Řádu Maltézských rytířů. Ve 20. století začali duchovní správu obstarávat kněží diecézní. Ve 2. půli 20. století pak začala být Skalice administrována ex currendo z Nového Boru.

### Duchovní správcové vedoucí farnost
Začátek působnosti jmenovaného v duchovní správě farnosti od:
- Nicolaus
- 1362 Joannes
- 1363 Jacobus z Loun
- 1372 Henricus z Nábzí
- 1377 Joannes z Děčína, † 1401
- 1401 Petrus z Lípy
- 1406 Joannes z Kvítkova
- 1416 Joannes
- 1418 Joannes ze Suché
- 1433 Nicolaus z Hostíkovic
- 1640 Henricus Fritsch
- 1712 Georgius Reisig
- 1741 Andreas Zackert, O. Melit.
- 1779 Jos. Bauch, O. Melit.
- 1805 Isid. Stepkuchen, O. Melit
- 1814 August. Schlegel, O. Melit. n. 21. 3. 1758 Police, o. 5. 6. 1787
- 1828 par. vacat, coop. Victorin. Kruch O. Melit
- 1828 Vinc. Blodek, O. Melit., n. 16. 7. 1776 Drhobliens., o. 28. 4. 1801, † 18. 6. 1833
- 1833 par. vacat, coop. Georg. Hlawaty
- 1833 Wenc. Proschek, O. Melit., n. 14. 4. 1798 Zlonice, o. 24. 8. 1824
- 1848 Alois Mai, O. Melit., n. 19. 12. 1794 Praha, o. 26. 12. 1823
- 1852 Joann. Drbal, O. Melit., n. 22. 2. 1801 Uhlířské Janovice, o. 21. 12. 1827
- 1861 Josef Slanský, O. Melit., n. 11. 11. 1825 Sedlec, o. 4. 8. 1851
- 1871 Adalbert. Jambura, O. Melit., n. 17. 4. 1827 Vrčovic. o. 29. 1. 1852
- 1878 Josef Rathouský, O. Melit., n. 18. 3. 1842 Klatov. o. 30. 7. 1865
- 1887 Wenc. Hieke, O. Melit., n. 21. 3. 1835 Lindenau, o. 31. 7. 1860, † 3. 8. 1903
- 1905 Franc. Xav. Lamač, O. Melit., n. 23. 10. 1858 Knižnice, o. 5. 7. 1885
- 1926 par. vacat, admin. interc. Gust. Körner
- 1. 11. 1929 Gust. Körner, n. 14. 2. 1895 Priesen, o. 2. 6. 1918, † 9. 10. 1957 Bamberg
- 1. 8. 1946 Eduard Stolle
- 1947 Bohuslav Čálek
- 1. 6. 1955 Eduard Stolle
- 1. 5. 1962 Robert Vater
- 1. 3. 1970 Jan Peprla, admin. exc. ze Sloupu v Čechách
- 1. 8. 1972 Ladislav Kubíček, admin. exc. ze Sloupu v Čechách
- 1. 8. 1975 Robert Vater, admin. exc. ze Sloupu v Čechách
- 1. 4. 1979 Josef Pavlas, SDB, admin. exc. z Nového Boru
- 1. 7. 2017 Pavel Morávek, admin. exc. z Nového Boru[1]

Kromě kněží stojících v čele farnosti, působili ve farnosti v průběhu její historie i jiní kněží. Většinou pracovali jako farní vikáři, kaplani, katecheté, výpomocní duchovní aj.

### Poustevníci (Eremitae)
- 1732 fr. Anton Schneider, † 1758
- 1758 fr. Samuel Görner, † 1772
- 1772 fr. Joannes Wünsch, † 30. října 1791[2]

## Území farnosti
Do farnosti náleží území těchto obcí:
- Chotovice
- Okrouhlá
- Skalice u České Lípy

## Římskokatolické sakrální stavby na území farnosti
| | Fotografie | Stavba                       | Místo                | Bohoslužby                      | Zeměpisné souřadnice             | Status          | Číslo kulturní památky           |
| Kostel | Kostel     | Kostel                       | Kostel               | Kostel                          | Kostel                           | Kostel          | Kostel                           |
| --- | ---------- | ---------------------------- | -------------------- | ------------------------------- | -------------------------------- | --------------- | -------------------------------- |
| 1. |            | Kostel sv. Anny              | Skalice u České Lípy | bližší informace o bohoslužbách | 50°44′38″ s. š., 14°31′43″ v. d. | farní kostel    | 35304/5-3237 (Pk•MIS•Sez•Obr•WD) |
| Kaple |            |                              |                      |                                 |                                  |                 |                                  |
| 2. |            | Kaple Navštívení Panny Marie | Chotovice            | bližší informace o bohoslužbách | 50°44′23″ s. š., 14°33′34″ v. d. | kaple           | 18995/5-2996 (Pk•MIS•Sez•Obr•WD) |
| 3. |            | Kaple Panny Marie Sněžné     | Okrouhlá             | bližší informace o bohoslužbách | 50°46′ s. š., 14°31′19″ v. d.    | kaple           | 37906/5-3191 (Pk•MIS•Sez•Obr•WD) |
| 4. |            | Kaple Svaté Rodiny           | Okrouhlá             | bližší informace o bohoslužbách | 50°45′56″ s. š., 14°31′38″ v. d. | kaple hřbitovní | —                                |
| Některé drobné sakrální stavby a pamětihodnosti lze dohledat zde v databázi Drobné sakrální památky Zaniklé sakrální stavby lze dohledat zde v databázi Poškozené a zničené kostely, kaple a synagogy v České republice |            |                              |                      |                                 |                                  |                 |                                  |

Ve farnosti se mohou nacházet i další drobné sakrální stavby, místa římskokatolického kultu a pamětihodnosti, které neobsahuje tato tabulka.

## Příslušnost k farnímu obvodu
Z důvodu efektivity duchovní správy byl vytvořen farní obvod (kolatura) farnosti – děkanství Nový Bor, jehož součástí je i farnost Skalice, která je tak spravována excurrendo. Přehled těchto kolatur je v tabulce farních obvodů českolipského vikariátu.